# 육전조례
육전조례(六典條例)란, 조선말기 각 관청에서 맡은 사목(事目) 및 시행규례를 수록한 책을 말한다..

## 개요
이 책은 10권 10책. 활자본으로 되어 있다. 1865년에 편찬된 대전회통으로 전장법도가 구비되었으나, 여기에 빠진 사례가 많아 같은 해 2월 왕명으로 편찬케하고, 1867년에 인쇄,배포했다. 이(吏),호(戶),예(禮),병(兵),형(刑),공(工)의 6전(법)을 강(綱)으로 하여 그 밑에 해당 관아를 나누어 싣고, 소장사목, 조례, 시행세칙 등을 규정한 일종의 행정법규집이다.

## 참고서적
- 《한국근대사사전》,가람기획,2005년

## 같이 보기
- 대전회통